# Кордобовський Костянтин Олександрович
Костянтин Олександрович Кордобовський  (26 травня 1902 , Бахмач — 7 листопада 1988, Ленінград) — художник-графік, педагог, мистецтвознавець.

## Біографія
Костянтин Олександрович Кордобовський народився 26 травня 1902 року в родині лікаря Олександра Кордобовського і Федосії Федорівни Осипової на станції Бахмач Конотопського повіту Чернігівської губернії (недалеко від Гомеля).
У 1902 році родина переїхала в Санкт-Петербург.
У 1910 — 1917 роки навчався в Комерційному училищі в Лісовому (Санкт-Петербург).
В 1918 — 1921 роках — працював санітаром у 2-му (сипнотифозному) Евакошпиталі IX Червоної Армії.
У 1922 — 1923 році закінчив 170 Радянську єдину трудову школу Виборзького району, р. Петрограда.
У 1923 році вступив до Петроградського Політехнічного інституту на Економічне відділення.
У 1924 році був відрахований з Петроградського Політехнічного інституту у зв'язку з «чисткою Вузів від дітей інтелігенції».
У 1925 році працював художником на I Всеросійському конгресі з боротьби з туберкульозом (Ленінград).
У 1926 році працював вихователем Дитячого будинку № 146 (Ленінград).
В 1933—1936 роках працював викладачем живопису в ІЗО-відділі дітей молодшого віку в Ленінградському Будинку художнього виховання дітей (ЛДХВД) на вул. Чайковського, будинок 29. У 1936 році ЛДХВД був реорганізований в ленінградський Палац Піонерів імені А. А. Жданова.
У 1936—1941 роках працював викладачем ізостудії Ленінградського Палацу піонерів.
В 1940 р. вступив до Інститут живопису, скульптури та архітектури імені І. Ю. Рєпіна на факультет теорії та історії образотворчого мистецтва.
З перших днів Великої Вітчизняної війни почав працювати на евакопункті Жовтневого вокзалу, працював санітаром військового шпиталю № 116. У березні 1942 року, вилікувавшись від дистрофії II ступеня, добровільно вступив в робочий батальйон, незважаючи на те, що з 1925 року був звільнений від військової служби за станом здоров'я. З 1942 по 1945 рік воював у лавах діючої Червоної Армії у складі 275-ї винищувальної Пушкінській Червонопрапорної авіаційної дивізії.
У 1946 — 1948 роках навчався і здав іспити екстерном у Ленінградське художнє училище (декоративно-театральне відділення).
У 1953 — 1954 роках продовжив навчання Інститут живопису, скульптури і архітектури ім. В. О. Рєпіна.
У 1945—1961 роках працював головним художником Ленінградського Театрального музею.
Протягом 1945 року працює художником Всеросійського науково-дослідного геологічного інституту ім. А. П. Карпінського (ВСЕГЄЇ), де створив 140 робіт до «Атласу пильцевого аналізу» В. М. Покровської.
У 1946 — 1968 роках працював викладачем графіки та декоративно-оформлювального справи в Ленінградському художньо-графічному училище, яке називали в той час «Демидовским».
В 1957 — 1962 роках працював викладачем ІЗО-гуртка в Дитячому секторі Ермітажу.
У 1969 — 1971 роках працював викладачем композиції в Ленінградському художньому училищі ім. В. А. Сєрова (нині — Санкт-Петербурзьке художнє училище ім. М. К. Реріха).
У 2000 році вийшла перша монографія про К. О. Кордобовського.
Похований на Богословському кладовищі в Санкт-Петербурзі.

## Виставки
- 1972 р. — Персональна виставка робіт К. А. Кордобовского до 70-річчя з дня народження. ЛОСХ, Ленінград.
- 1989, жовтень — Персональна виставка робіт К. А. Кордобовского, Будинок письменника імені В. В. Маяковського, Санкт-Петербург.
- 2003 р., червень — серпень — Персональна виставка робіт К. А. Кордобовского, музей «Царскосельская колекція»[3]
- 2003 р., грудень 2004 року, січень — Персональна виставка робіт К. А. Кордобовского, Літературно-меморіальний музей Ф. М. Достоєвського, Санкт-Петербург.
- 2004 р., 20 лютого — 20 березня — Персональна виставка робіт К. А. Кордобовского. Всеросійський музей А. С. Пушкіна[4], Санкт-Петербург.
- 2005 р., вересень — Персональна виставка робіт К. А. Кордобовского. Центр мистецтв ім. С. П. Дягілєва, Санкт-Петербург.
- 2014 р., 28 січня — 23 лютого — Виставка «Блокада. До і після» (Василь Калужин, Костянтин Кордобовский, Григорій Кацнельсон), Живопис, графіка, рукописи, фотографії з колекції Музею Анни Ахматової в Фонтанному Будинку і приватних зібрань. Музей Анни Ахматової у Фонтанному Домі, Санкт-Петербург.

## Відомі учні К. Кордобовского
- Балашов Дмитро Михайлович[5] (1927, Ленінград — 2000, село Козынево, Новгородська область) — російський письменник.
- Биструшкін Броніслав Дмитрович (1926, Ленінград—1977, Ленінград), художник-скульптор по порцеляні.
- Васильківський Володимир Сергійович (1921, Петроград — 2002, Санкт-Петербург) — радянський архітектор, заслужений художник Російської Федерації.
- Зазерская Вільгельміна Дмитрівна[6] (нар. 1927, Ленінград), заслужений діяч мистецтв МРСР, Лауреат Державної премії МРСР, член Спілки художників Росії.
- Захар'їна Наталія Михайлівна[7] (1927, Ленінград — 1995, Санкт-Петербург), архітектор, художник.
- Єгошин Герман Павлович[8](1931, Ленінград — 2009, Санкт-Петербург) — російський радянський живописець, заслужений художник Російської Федерації.
- Копитцева Майя Кузьмівна (1924, Гагри — 2005, Санкт-Петербург) — російський радянський живописець, заслужений художник Російської Федерації.
- Костіна Ганна Федорівна (нар. 1928, Ленінград) — російська радянська художниця, живописець, член Санкт-Петербурзького Союзу художників.
- Лук'янова Тетяна Володимирівна (1947, Берлін -2011, Санкт-Петербург), радянський, російський художник, живописець і графік.
- Песис Георгій Олександрович (1929, Псков — 1980, Ленінград) — радянський художник.
- Смирнов Федір Іванович[9] (1923, Кімри—1988, Ленінград), російський радянський живописець, заслужений художник Російської Федерації.
- Соколов Олексій Костянтинович (1922, Ленінград — 2001, Санкт-Петербург) — російський радянський живописець і педагог, Заслужений діяч мистецтв Російської Федерації, професор інституту живопису, скульптури та архітектури ім. В. О. Рєпіна, член Санкт-Петербурзького Союзу художників.
- Епштейн Соломон Борисович (нар. 1925, Вітебськ), живописець.
- Ястребенецкий Григорій Данилович[10] (нар. 1923, Баку), народний артист Російської Федерації, заслужений діяч культури Польщі, член-кореспондент Російської академії мистецтв.